# علوم الماء
العلوم المائية (بالإنجليزية: Aquatic science) هي دراسة مختلف المسطحات المائية التي تتكون منها كوكبنا، بما في ذلك البيئات المحيطية وبيئات المياه العذبة. يدرس العلماء المتخصصون في العلوم المائية دورة الماء، وكيمياء المياه، والكائنات المائية، والنظم البيئية المائية، وحركة المواد داخل وخارج النظم البيئية المائية، واستخدام البشر للمياه، من بين أمور أخرى. يدرس العلماء المتخصصون في العلوم المائية العمليات الحالية بالإضافة إلى العمليات التاريخية، ويمكن أن تتراوح المسطحات المائية التي يدرسونها من مناطق صغيرة تُقاس بالمليمترات إلى محيطات كاملة. علاوة على ذلك، يعمل العلماء المتخصصون في العلوم المائية ضمن مجموعات متعددة التخصصات. على سبيل المثال، قد يعمل عالم محيطات فيزيائي مع عالم محيطات بيولوجي لفهم كيف تؤثر العمليات الفيزيائية، مثل الأعاصير المدارية أو التيارات الساحبة، على الكائنات الحية في المحيط الأطلسي. من ناحية أخرى، قد يعمل الكيميائيون وعلماء الأحياء معًا لمعرفة كيف يؤثر التركيب الكيميائي لمسطح مائي معين على النباتات والحيوانات التي تعيش فيه. يستطيع العلماء المتخصصون في العلوم المائية العمل لمعالجة المشكلات العالمية مثل التغير المحيطي العالمي، والمشكلات المحلية، مثل محاولة فهم سبب تلوث إمدادات مياه الشرب في منطقة معينة.
يوجد مجالان رئيسيان للدراسة يندرجان ضمن حقل العلوم المائية، وهما: علم المحيطات وعلم المسطحات المائية الداخلية.

## علم المحيطات
تخصص علم المحيطات في دراسة الخصائص الفيزيائية والكيميائية والبيولوجية للبيئات المحيطية. يدرس علماء المحيطات تاريخ محيطات الكوكب وحالتها الراهنة ومستقبلها. كما يدرسون الحياة البحرية والنظم البيئية البحرية، ودوران المحيطات، وتكتونية الصفائح، وجيولوجيا قاع البحر، والخصائص الكيميائية والفيزيائية للمحيط.
علم المحيطات هو مجال متعدد التخصصات. على سبيل المثال، هناك علماء محيطات بيولوجيون وعلماء أحياء بحرية. يتخصص هؤلاء العلماء في الكائنات البحرية، ويدرسون كيفية تطور هذه الكائنات، وعلاقتها ببعضها البعض، وكيف تتفاعل وتتكيف مع بيئتها. غالبًا ما يستفيد علماء المحيطات البيولوجيون وعلماء الأحياء البحرية من الملاحظات الميدانية، والنماذج الحاسوبية، والتجارب المخبرية، أو التجارب الميدانية في أبحاثهم. في مجال علم المحيطات، يوجد أيضًا علماء محيطات كيميائيون وكيميائيون بحريون. تركز مجالات هؤلاء العلماء على تركيب مياه البحر. ويدرسون عمليات ودورات مياه البحر، بالإضافة إلى كيفية تفاعل مياه البحر كيميائيًا مع الغلاف الجوي وقاع البحر. من الأمثلة على الوظائف التي يؤديها علماء المحيطات الكيميائيون والكيميائيون البحريون تحليل مكونات مياه البحر، واستكشاف آثار الملوثات على مياه البحر، وتحليل تأثيرات العمليات الكيميائية على الحيوانات البحرية. إضافة إلى ذلك، قد يستخدم عالم محيطات كيميائي الكيمياء لفهم أفضل لكيفية تحرك تيارات المحيط لمياه البحر وكيف يؤثر المحيط على المناخ. وقد يبحثون أيضًا عن موارد محيطية يمكن أن تكون مفيدة، مثل المنتجات التي لها خصائص طبية.
يضم مجال علم المحيطات أيضًا علماء محيطات جيولوجيين وجيولوجيين بحريين يدرسون قاع المحيط وكيف تكونت جباله ووديانه وأخاديده. يستخدم علماء المحيطات الجيولوجيون والجيولوجيون البحريون أخذ العينات لفحص تاريخ انتشار قاع البحر، وتكتونية الصفائح، والدوران الحراري الملحي، والمناخات. إضافة إلى ذلك، يدرسون البراكين تحت الماء وكذلك الوشاح (الجيولوجي) والدوران الحراري المائي. تساعد أبحاثهم على فهم أفضل للأحداث التي أدت إلى تكوين الأحواض المحيطية وكيف يتفاعل المحيط مع قاع البحر. أخيرًا، ضمن مجال علم المحيطات، يوجد علماء محيطات فيزيائيون. علماء المحيطات الفيزيائيون هم خبراء في الظروف والعمليات الفيزيائية التي تحدث بشكل طبيعي في المحيط. وتشمل هذه الأمواج، والتيارات، والدوامات، والتدفقات الدوامية (الجايرز)، والمد والجزر، وتآكل السواحل. يدرس علماء المحيطات الفيزيائيون أيضًا مواضيع مثل انتقال الضوء والصوت عبر الماء، وتأثيرات المحيط على الطقس والمناخ. كل هذه المجالات مترابطة. لكي ينجح عالم المحيطات في مجاله، يحتاج إلى فهم كافٍ للعلوم الأخرى ذات الصلة، مثل البيولوجيا والكيمياء والفيزياء.

## علم المسطحات المائية الداخلية

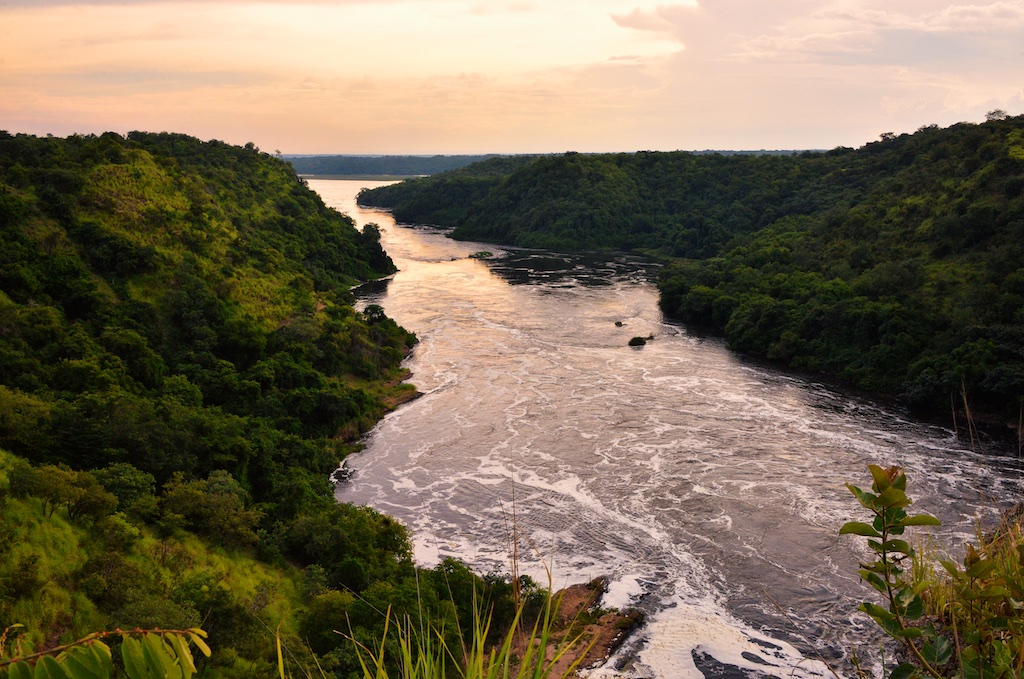
نهر النيل

علم المسطحات المائية الداخلية (الليمونولوجيا) هو دراسة بيئات المياه العذبة، مثل الأنهار، والجداول، والبحيرات، والخزانات، والمياه الجوفية، والأراضي الرطبة. يعمل علماء المسطحات المائية الداخلية على فهم العوامل الطبيعية وتلك التي من صنع الإنسان التي تؤثر في المسطحات المائية الطبيعية لدينا، مثل المبيدات الحشرية، ودرجة الحرارة، والصرف السطحي، والحياة المائية. على سبيل المثال، قد يدرس عالم المسطحات المائية الداخلية آثار المبيدات الحشرية في درجة حرارة بحيرة، أو قد يسعى لفهم سبب تدهور نوع معين من الأسماك في نهر النيل.
لزيادة فهمهم لما يدرسونه، يوظف علماء المسطحات المائية الداخلية ثلاث تقنيات دراسة رئيسية:
- الملاحظات: يقوم علماء المسطحات المائية الداخلية بإجراء ملاحظات وصفية للظروف ويسجلون كيفية تغير تلك الظروف بمرور الوقت. تتيح هذه الملاحظات لعلماء المسطحات المائية الداخلية صياغة النظريات والفرضيات.
- التجريب: يقوم علماء المسطحات المائية الداخلية بإجراء تجارب مضبوطة تحت ظروف مخبرية لتعزيز فهمهم لتأثير التغيرات الفردية الصغيرة في النظام البيئي.
- التوقع: بعد إجراء تجاربهم، يستطيع علماء المسطحات المائية الداخلية تطبيق ما تعلموه على البيانات المعروفة عن النظام البيئي الأوسع ووضع تنبؤات حول البيئة الطبيعية.

ضمن مجال علم المسطحات المائية الداخلية، توجد مجالات دراسة أكثر تحديدًا:
- علم البيئة: وخاصة علم بيئة النظم المائية، التي تركز على الكائنات الحية التي تعيش في بيئات المياه العذبة وكيف تتأثر بالتغيرات في موطنها. على سبيل المثال، قد يدرس عالم المسطحات المائية الداخلية المتخصص في علم البيئة كيف تؤدي التغيرات الكيميائية أو الحرارية في مسطح مائي إلى تثبيط أو دعم نمو عضوي جديد. وقد يبحثون أيضًا في تأثيرات الأنواع المجتاحة في المجموعات الأصلية من الكائنات المائية. يُجري معظم علماء المسطحات المائية الداخلية البيئيين دراساتهم في بيئات مخبرية، حيث يمكن اختبار فرضياتهم والتحقق منها والتحكم فيها.
- علم الأحياء: يدرس علماء المسطحات المائية الداخلية المتخصصون في مجال البيولوجيا الكائنات المائية الحية الموجودة في بيئة معينة من المياه العذبة. ويهدفون إلى فهم جوانب مختلفة من الكائنات الحية، مثل تاريخها ودورات حياتها ومجموعاتها السكانية. يدرس هؤلاء العلماء الكائنات الحية لدعم الإدارة السليمة للمسطحات المائية العذبة ونظمها البيئية.[4]

## البيئات المائية

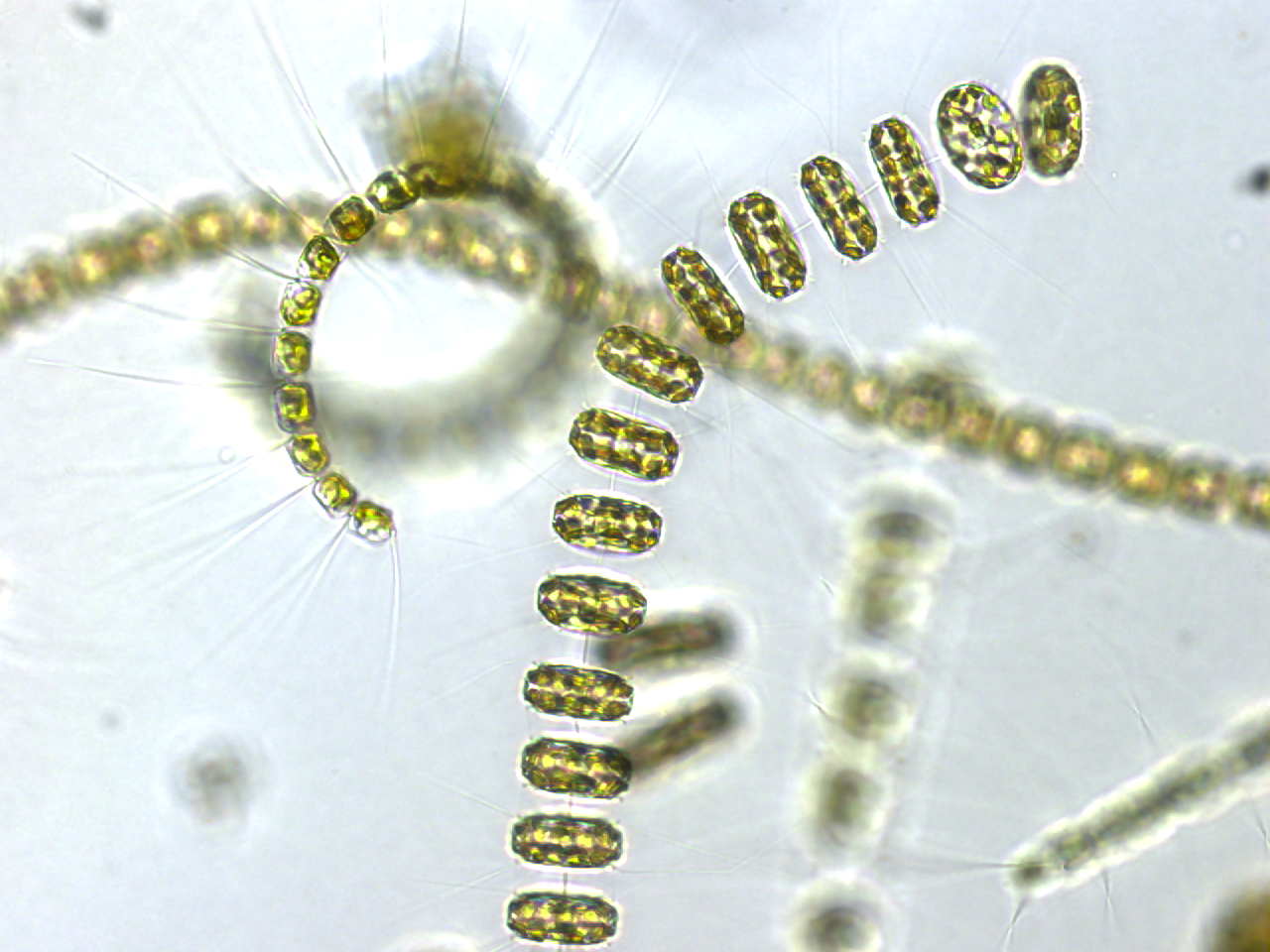
العوالق النباتية

تحتوي معظم البيئات المائية على كل من النباتات والحيوانات. النباتات المائية هي نباتات تنمو في الماء، ومن أمثلتها زنابق الماء، وقلوب الماء الطافية، ونبات الشبكة، والنجيل البحري، والعوالق النباتية. يمكن أن تكون النباتات المائية متجذرة في الطين، مثل النيلم الجوزي، أو يمكن أن توجد طافية على سطح الماء مثل ورد النيل سميك الساق. توفر النباتات المائية الأكسجين والغذاء والمأوى للعديد من الحيوانات المائية. إضافة إلى ذلك، توفر النباتات تحت الماء عدة أنواع من الحيوانات البحرية مناطق للتكاثر، والرعاية، واللجوء، والتغذية.
على سبيل المثال، يعد النجيل البحري مصدرًا حيويًا للغذاء للأسماك التجارية والترفيهية. يعمل النجيل البحري على تثبيت الرواسب، وينتج المواد العضوية التي تحتاجها اللافقاريات المائية الصغيرة، ويضيف الأكسجين إلى الماء. تعد العوالق النباتية أيضًا فئة مهمة من النباتات المائية. تشبه العوالق النباتية النباتات البرية في أنها تتطلب الكلوروفيل وضوء الشمس للنمو. معظم العوالق النباتية عائمة، وتطفو في الجزء العلوي من المحيط، حيث يخترق ضوء الشمس الماء. هناك فئتان رئيسيتان من العوالق النباتية: السوطيات الدوارة والدياتومات. السوطيات الدوارة لديها ذيل يشبه السوط يُعرف باسم السوط، وتستخدمه للتحرك عبر الماء، وأجسامها مغطاة بأصداف معقدة. الدياتومات، من ناحية أخرى، لديها أصداف، ولكنها مصنوعة من مادة مختلفة. بدلاً من الاعتماد على الأسواط للتنقل عبر الماء، تستخدم الدياتومات تيارات المحيط. توفر كلتا الفئتين من العوالق النباتية الغذاء لمجموعة متنوعة من الكائنات البحرية، مثل الروبيان، والحلزون، وقناديل البحر.
تساهم كل من الحيوانات والنباتات المائية في صحة بيئتنا وفي جودة حياة الإنسان. يعتمد البشر على وظائفها البيئية لبقائنا. يستخدم البشر المياه السطحية وسكانها لمعالجة نفاياتنا. توفر لنا النباتات والحيوانات المائية ضروريات مثل الأدوية، والغذاء، والطاقة، والمأوى، والعديد من المواد الخام. اليوم، تستمد أكثر من 40% من الأدوية من النباتات والحيوانات المائية. علاوة على ذلك، تعد الحياة البرية المائية مصدرًا مهمًا للغذاء للعديد من الناس. إضافة إلى ذلك، تعد الحياة البرية المائية مصدرًا كبيرًا للأكسجين الجوي وتلعب دورًا كبيرًا في منع البشر من التأثر بالأمراض الجديدة، والآفات، والحيوانات المفترسة، ونقص الغذاء، وتغير المناخ العالمي.

## الحيوانات المائية
تُعرف الحيوانات المائية بأنها الكائنات الحية التي تقضي معظم حياتها تحت الماء. تشمل هذه الحيوانات القشريات، والزواحف، والرخويات، والطيور المائية، والحشرات المائية، وحتى نجم البحر والشعاب المرجانية. لسوء الحظ، تواجه الحيوانات المائية الكثير من التهديدات، ومعظم هذه التهديدات تنتج عن سلوكيات الإنسان. أحد التهديدات الرئيسية التي تواجهها الحيوانات المائية هو الصيد الجائر. وقد توصل العلماء إلى طريقة لتجديد أنواع الأسماك التي تعرضت للصيد الجائر من قبل البشر عن طريق إنشاء مناطق بحرية محمية أو مناطق تجديد الأسماك. تساعد مناطق تجديد الأسماك هذه على حماية أنظمتها البيئية وتساعد على إعادة بناء وفرتها. تهديد آخر تواجهه الحيوانات المائية هو التلوث، وخاصة التلوث الساحلي. وينجم هذا التلوث عن الزراعة الصناعية. تؤدي هذه الممارسات الزراعية إلى صب النيتروجين والفوسفور النشط في الأنهار، والتي تنتقل بعد ذلك إلى المحيط. أدت هذه المواد الكيميائية إلى ما يُعرف بـ "المناطق الميتة"، وهي حالات ينخفض فيها مستوى الأكسجين في الماء. علاوة على ذلك، يمثل تدمير الموائل تهديدًا ضارًا آخر تواجهه الحيوانات المائية. يمكن إعطاء مثال على ذلك بإزالة غابات المنغروف لإنتاج الروبيان، وتجريف السلاسل الجبلية تحت الماء من خلال الصيد بشباك الجر في أعماق البحار.
تشمل التهديدات الأخرى التي تواجهها الحيوانات المائية الاحتباس الحراري والتحمض. الاحتباس الحراري مسؤول عن قتل الطحالب التي تحافظ على حياة الشعاب المرجانية، وإجبار الأنواع على الخروج من موائلها الطبيعية إلى مناطق جديدة، والتسبب في ارتفاع مستويات سطح البحر. من ناحية أخرى، يقلل التحمض من مستوى الرقم الهيدروجيني للمحيطات. وتمنع مستويات الحموضة العالية في الماء الكائنات البحرية التي تبني هياكلها من الكالسيوم، مثل الشعاب المرجانية، من تكوين أصداف.

## اليوم العالمي للحيوانات المائية
على الرغم من عدم وجود العديد من الأعياد الرسمية الحالية التي تحتفل بالعلوم المائية، فقد اُنشئ يوم جديد يُسمى اليوم العالمي للحيوانات المائية. أُنشئ اليوم العالمي للحيوانات المائية في 3 أبريل 2020، كوسيلة لزيادة الوعي بهذه الحيوانات التي غالبًا ما تُنسى. بدأت هذه المناسبة كمشروع لمبادرة قانون الحيوان المائي وعيادة قانون الحيوان في كلية لويس آند كلارك للقانون، كجزء من مركز دراسات قانون الحيوان. إضافة إلى زيادة الوعي بهذه الحيوانات، يهدف هذا اليوم إلى زيادة تقديرنا وفهمنا لها. وبموجب هذا اليوم، لا يقتصر تعريف الحيوانات المائية على الأسماك.

## أحدث الأبحاث والتطورات في العلوم المائية
توسعت الدراسات الحالية في العلوم المائية بشكل كبير لتحديد المخاوف البيئية وممارسات الاستعادة الجديدة. لقد عززت العديد من الدراسات متعددة التخصصات فهمًا للضغوط والتدخلات التي تؤثر في النظم المائية في جميع أنحاء العالم.
يُعد التلوث باللدائن الدقيقة (الميكروبلاستيك) مصدر قلق كبير. فاللدائن الدقيقة منتشرة على نطاق واسع في النظم البيئية البحرية ومياهها العذبة، وقد وُجد أنها تؤثر في مجموعة واسعة من الكائنات المائية. ثبت أن اللدائن الدقيقة تُحدث تغيرًا في سلوك التغذية ومعدلات النمو والصحة الإنجابية بين الأنواع. إضافة إلى ذلك، تستطيع اللدائن الدقيقة امتصاص وإطلاق المواد الكيميائية السامة، مما يزيد من تأثيراتها البيئية.
تُعدّ مشكلة تأثير دمج الضغوط البيئية، مثل الاحتباس الحراري، والإغناء الغذائي (التخثث)، وجريان المبيدات الحشرية، في المجتمعات الميكروبية المائية، مسألة حاسمة أخرى. أظهرت التجارب أن تراكم الأوليات، التي تلعب أدوارًا رئيسية في دورة المغذيات واستقرار الشبكة الغذائية، معرضة بشكل خاص لهذه الضغوط المتجمعة. يمكن أن تؤدي التأثيرات التراكمية إلى تغيرات في هيكل المجتمع، وفقدان التنوع البيولوجي، وتدهور وظيفة النظام البيئي.
فيما يتعلق بإجراءات الاستعادة، ثبت أن إعادة تأهيل الغطاء النباتي المائي نهج فعال لاستعادة النظام البيئي. أظهرت الأبحاث التي أُجريت في بحيرات تسايزي بالصين أن استعادة الغطاء النباتي المائي أدت إلى تحسين جودة المياه وزيادة تنوع العوالق النباتية.
أصبح النمذجة الرياضية ذات أهمية متزايدة في العلوم المائية. فباستخدام تقنيات استقرار أولام-هايرز-راسياس، طوّر الباحثون نماذج تحاكي تأثيرات الاحتباس الحراري في النظم البيئية المائية. توفر هذه النماذج تنبؤات حول كيفية تأثير التغير المناخي طويل الأجل في التنوع البيولوجي والإنتاجية.
في المناطق الساحلية، تُستخدم الموائل الاصطناعية بشكل متزايد لإعادة تأهيل التنوع البيولوجي البحري ودعم مصايد الأسماك. توفر الهياكل، مثل الشعاب المرجانية الاصطناعية، موائل للكائنات البحرية، ويمكن أن تساعد في تعويض فقدان الموائل الناجم عن التنمية الساحلية والصيد الجائر. عند تصميمها وإدارتها بشكل صحيح، يمكن للموائل الاصطناعية تعزيز خدمات النظام البيئي ودعم الاستدامة البيئية على المدى الطويل.
علاوة على ذلك، يُجرى قياس صحة النظام البيئي المائي بشكل متزايد باستخدام نماذج جديدة تأخذ في الاعتبار احتياجات خدمات النظام البيئي. فبدلاً من قياس النظم البيئية بناءً على المقاييس الفيزيائية أو البيولوجية فقط، تحلل هذه الأساليب قدرة النظم البيئية على توفير خدمات مثل ترشيح المياه، والموائل، والترفيه. يركز هذا التحول على السلامة الوظيفية للنظم البيئية ويدعم ممارسات إدارة أكثر شمولية وتكيفًا.
تعكس هذه الدراسات مجتمعة مستقبل العلوم المائية، الذي يتقاطع بشكل متزايد مع علم المناخ، وأبحاث التلوث، والاستعادة البيئية.